# Foz do Sousa
Foz do Sousa ist ein Ort und eine ehemalige Gemeinde (Freguesia) im Norden Portugals.

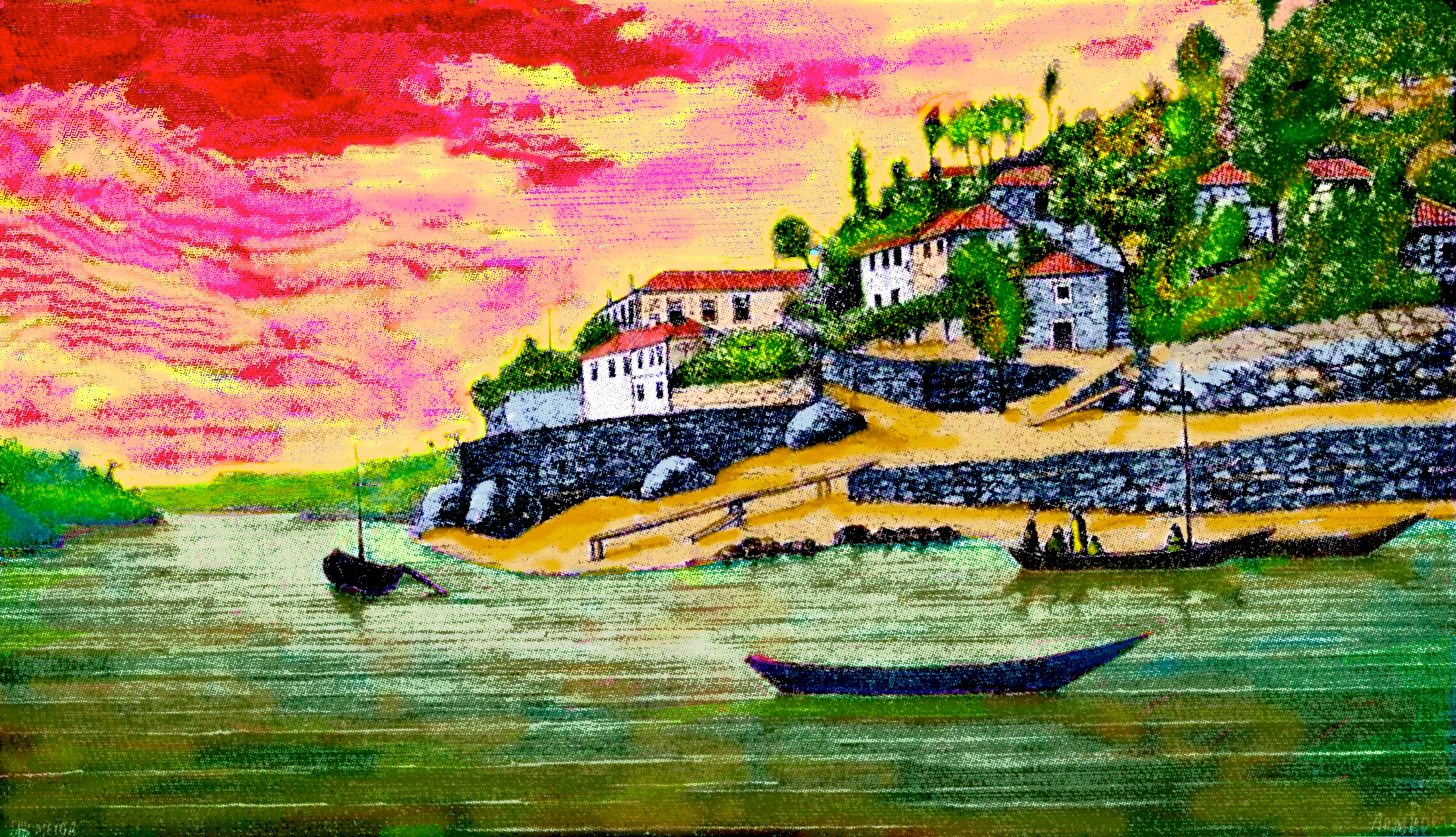
Zusammenfluss des Douro und des Rio Sousa (Gemälde von 1887)

Foz do Sousa gehört zum Kreis Gondomar im Distrikt Porto. Die Gemeinde hatte eine Fläche von 19,1 km² und 6057 Einwohner (Stand 30. Juni 2011).
Am 29. September 2013 wurden die Gemeinden Foz do Sousa und Covelo zur neuen Gemeinde União das Freguesias de Foz do Sousa e Covelo zusammengeschlossen. Foz do Sousa ist Sitz dieser neu gebildeten Gemeinde.